# Ранхнер, Алексей Борисович
Алексей Борисович Ранхнер (27 сентября 1897, Одесса — 12 октября 1942, Белград) — художник комиксов, участник Белого движения.

## Биография
Рожден в семье горного инженера Бориса Фердинандовича Ранхнера (фон Ранхнера). Его предки переселились в Российскую империю из Баварии во время правления  Екатерины II. Выпускник Одесского реального училища св. Павла, по окончании поступил в Харьковский технологический институт, откуда после второго курса перевелся в Сергиевское артиллерийское училище. С 1918 в Сербском добровольческом корпусе. Затем в  армии генерала Е.К. Миллера в должности адъютанта начальника артиллерии Северно-Двинского района. Через Норвегию, Швецию, Германию, Чехию и Австрию попадает в тогдашнюю Югославию, на территорию нынешней Словении – в город Марибор. С 1920 года - в Земуне. Мать Неонилла Петровна Ранхнер - на  1923 проживала в Харькове.
Алексей  Ранхнер работал в качестве штатного художника в Министерстве обороны, а также подрабатывал как художник в Графическом институте и издательстве «Народная мысль». В работе отцу помогала дочь Марина, которая, по всей видимости, была соавтором в работе над комиксами.
В журнале «Мика Миш» были опубликованы практически все его работы. В основном это адаптации литературных произведений, «Граф Монте Кристо», «Отверженные», «Дэвид Коперфильд», «Маленький лорд Фаунтлерой», «Доктор Моро», «Воскресенье», «Ревизор», «Дочь почтмейстера», «Капитанская дочка».
Алексей Ранхнер умер  в 1942 году от болезни сердца. Семья Ранхнера – жена и две дочери-близнецы Марина и Наталья  - уже в июле 1944 года покидают Югославию и оказываются сначала в Чехословакии в лагере перемещенных лиц в Зноймо, а затем - в США.

## Работы
Журнал «Весели забавник»
- Артельное сердце (Задругарско срце), 1936.
- Ива в Абиссинии (Ива у Абисиниjи), 1936.
- Мальчик-с-палчик путешествует по свету (Палчић иде у свет), 1936.
- Мраморный город (Мермерни град), 1937.

Журнал «Мали забавник Мика Миш»
- Два гроша (Два цванцика), 1937.

Журнал «Забавник Мика Миш»
- Соколиное око (Соколово Око),1937.

Журнал «Мика Миш»
- Граф Монте–Кристо (Гроф Монте Христо), 1937.
- Капетанская дочка (Капетанова кћи), 1937.
- Старый ефрейтор (Стари каплар), 1937/38.
- Гражданка на престоле (Грађанка на престолу), 1938.
- Гайдуки (Хајдуци), 1938.
- Княгиня Тараканова (Кнегиња Тараканова), 1938.
- Корабль духов (Аветињски брод), 1938.
- Отверженные (Јадници), 1938/39.
- Скотланд–Ярд бессилен (Скотланд Јард је немоћан), 1939.
- Дэвид Копперфильд (Давид Коперфилд), 1939/40.
- Маленький лорд Фаунтлерой (Мали лорд Фонтлерој), 1940.
- Ревизор, 1940.
- Ураган, 1940.
- Воскресенье (Васкрсење), 1940/41.
- Дочь почтальона (Поштарева кћи), 1940/41.
- Оливер Твист, 1941
- Доктор Моро, 1941

Журнал «Тарцан»
- Экспресс Чикаго–Нью–Йорк (Експрес Чикаго Њујорк), 1938.

## Галерея

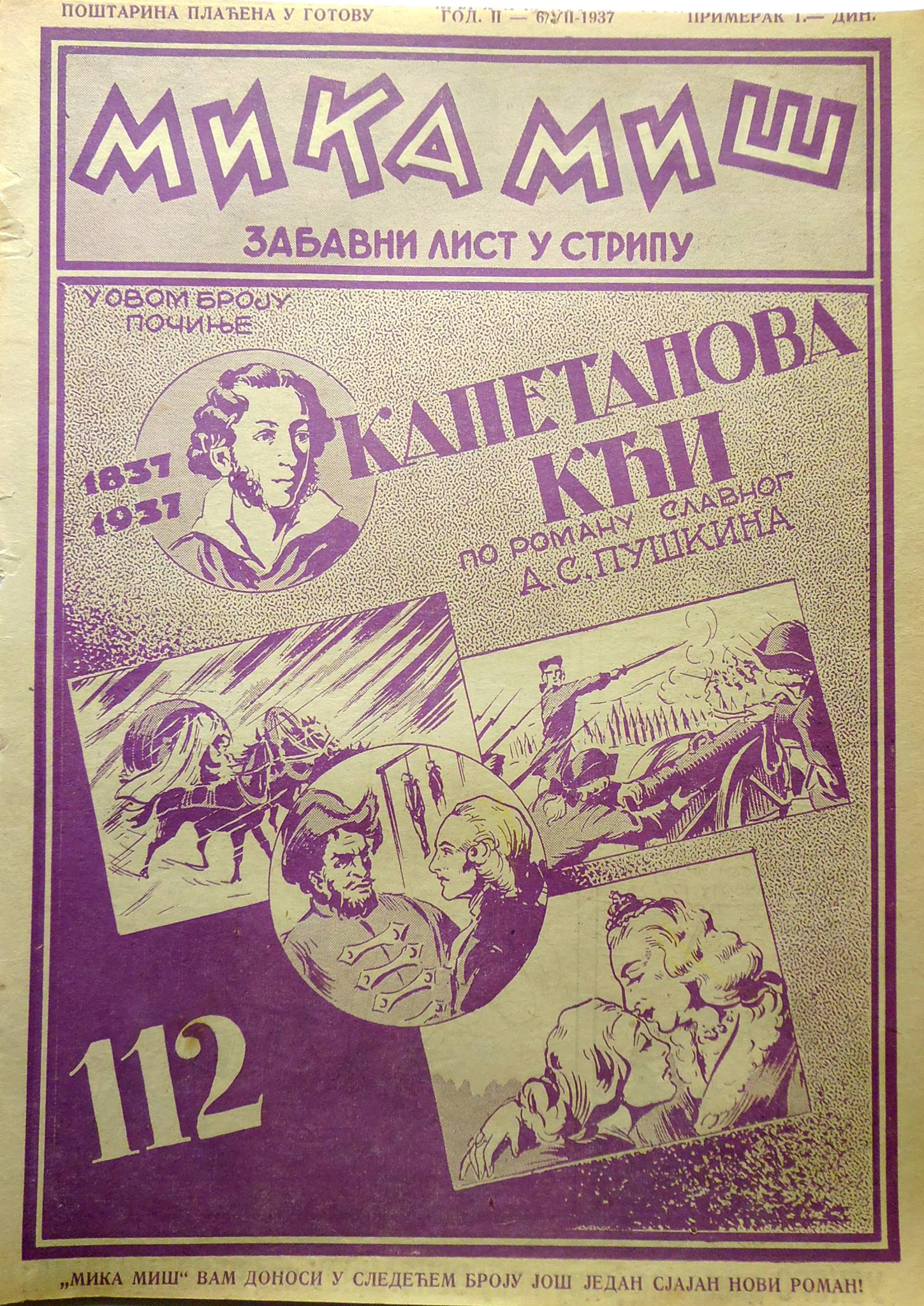
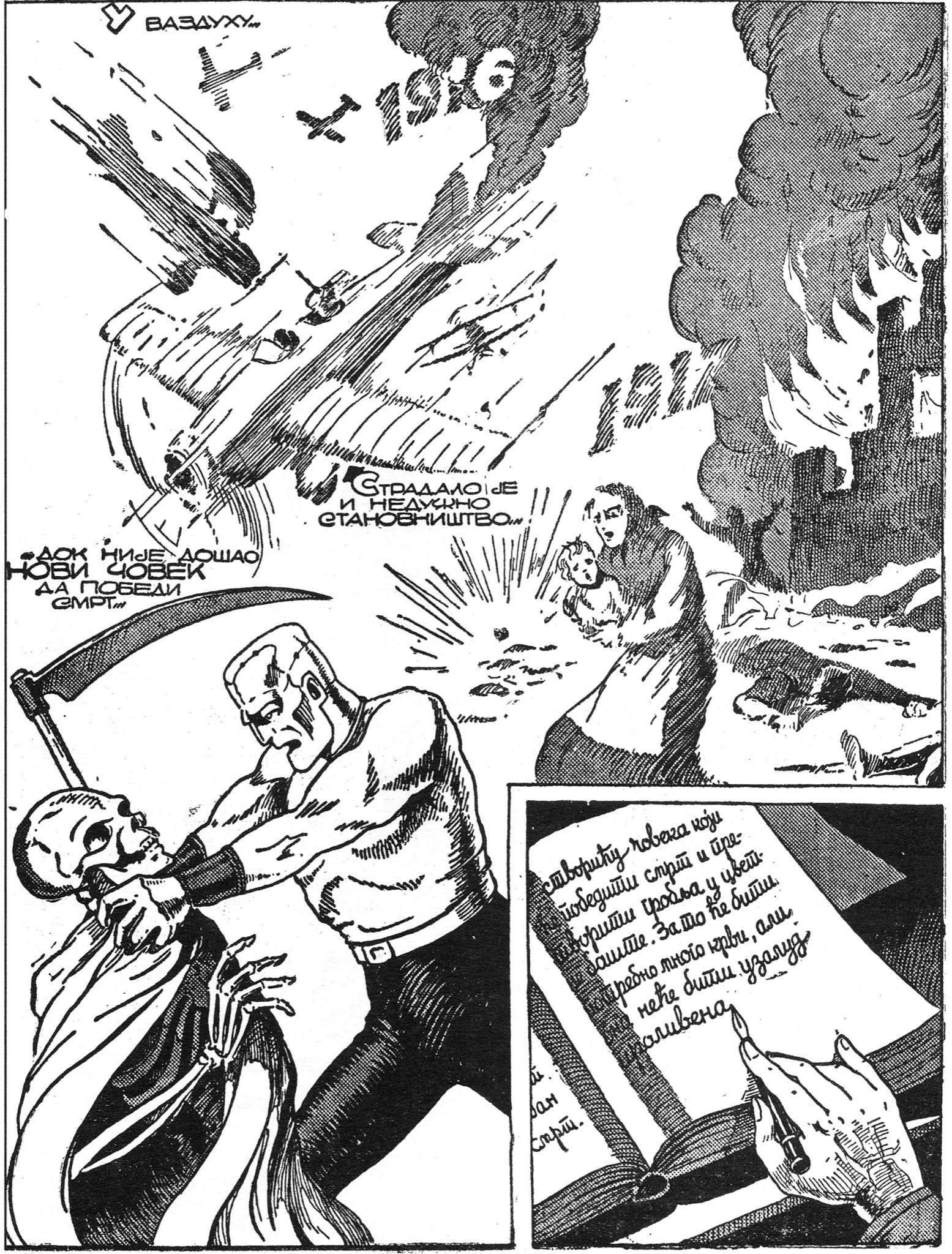
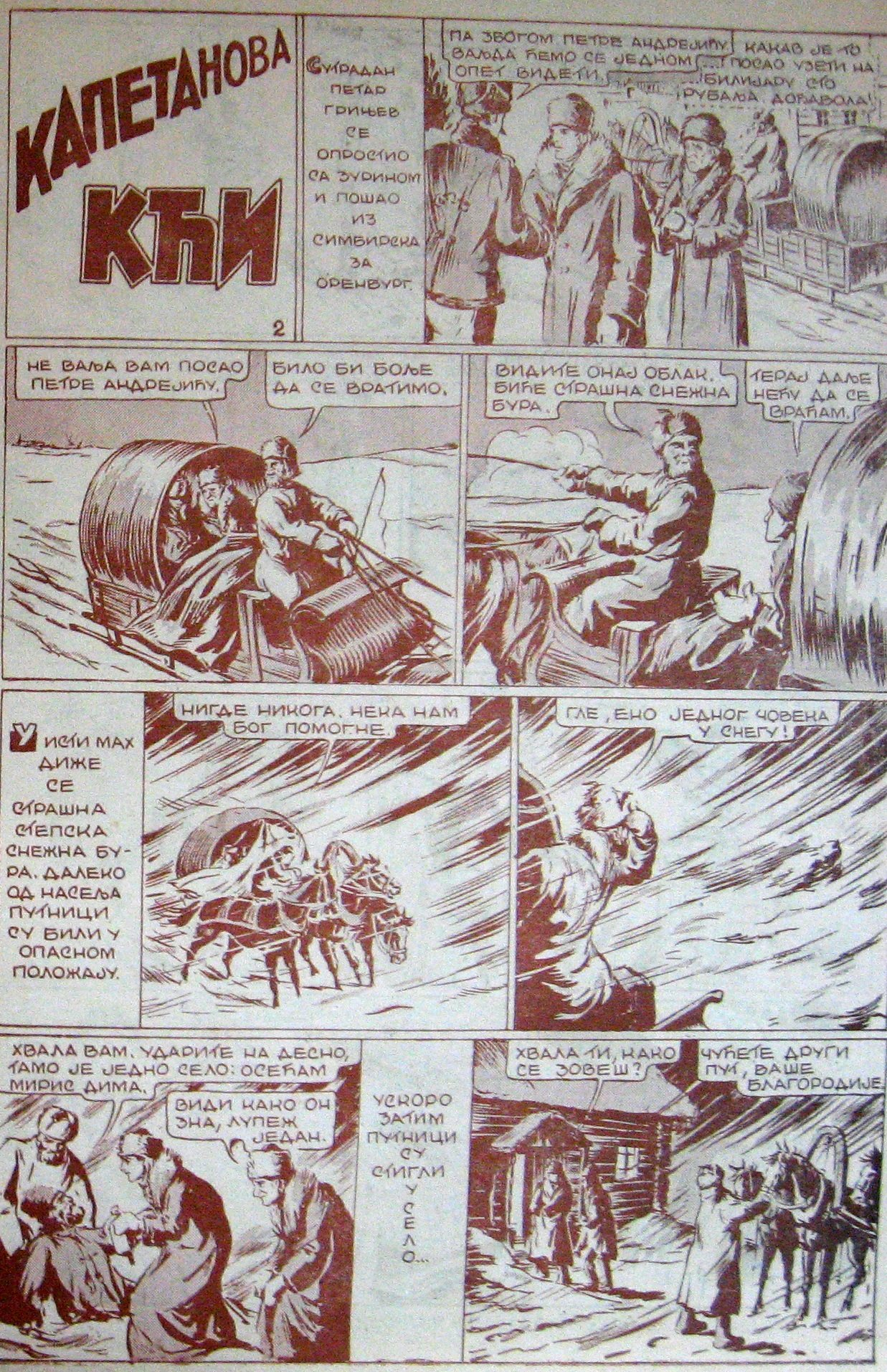
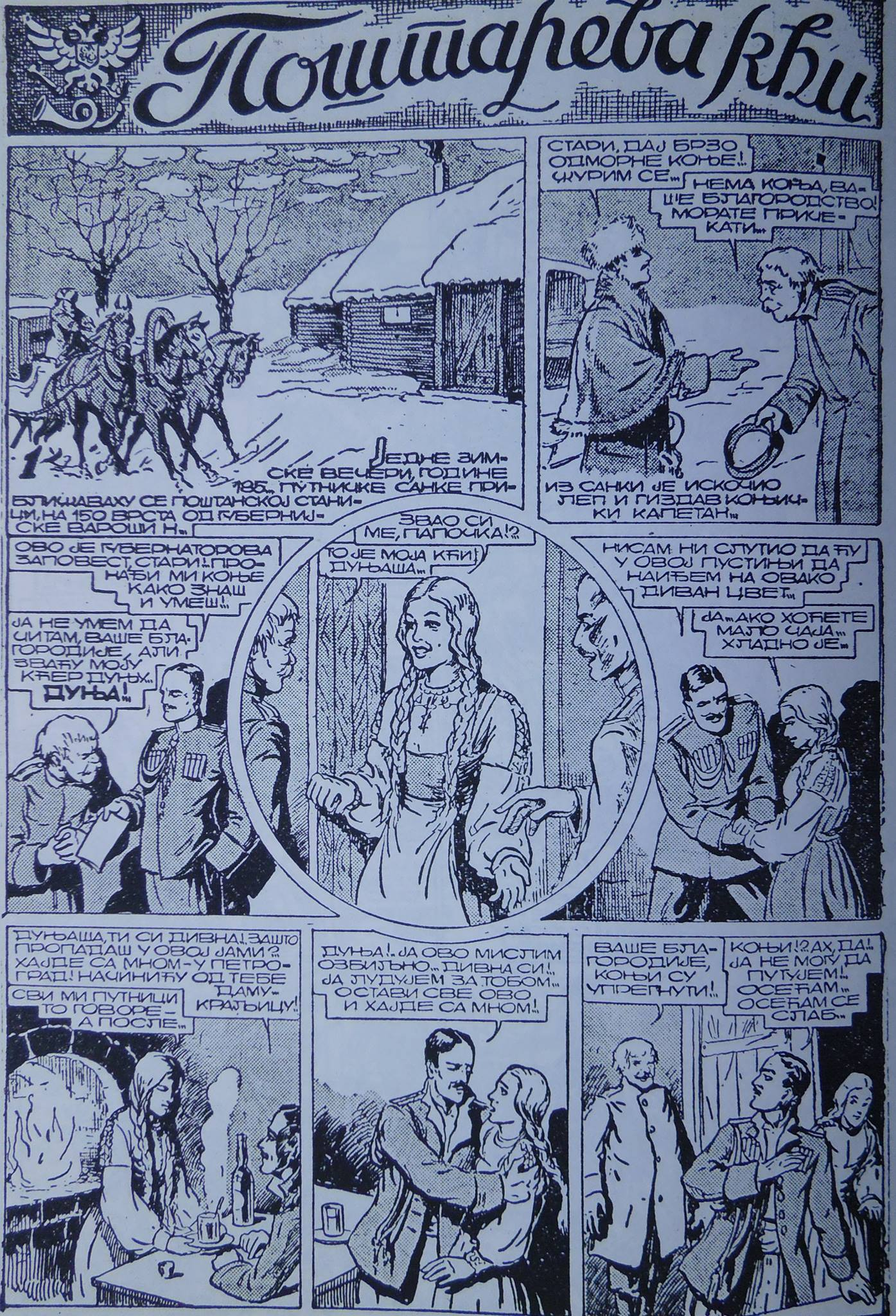
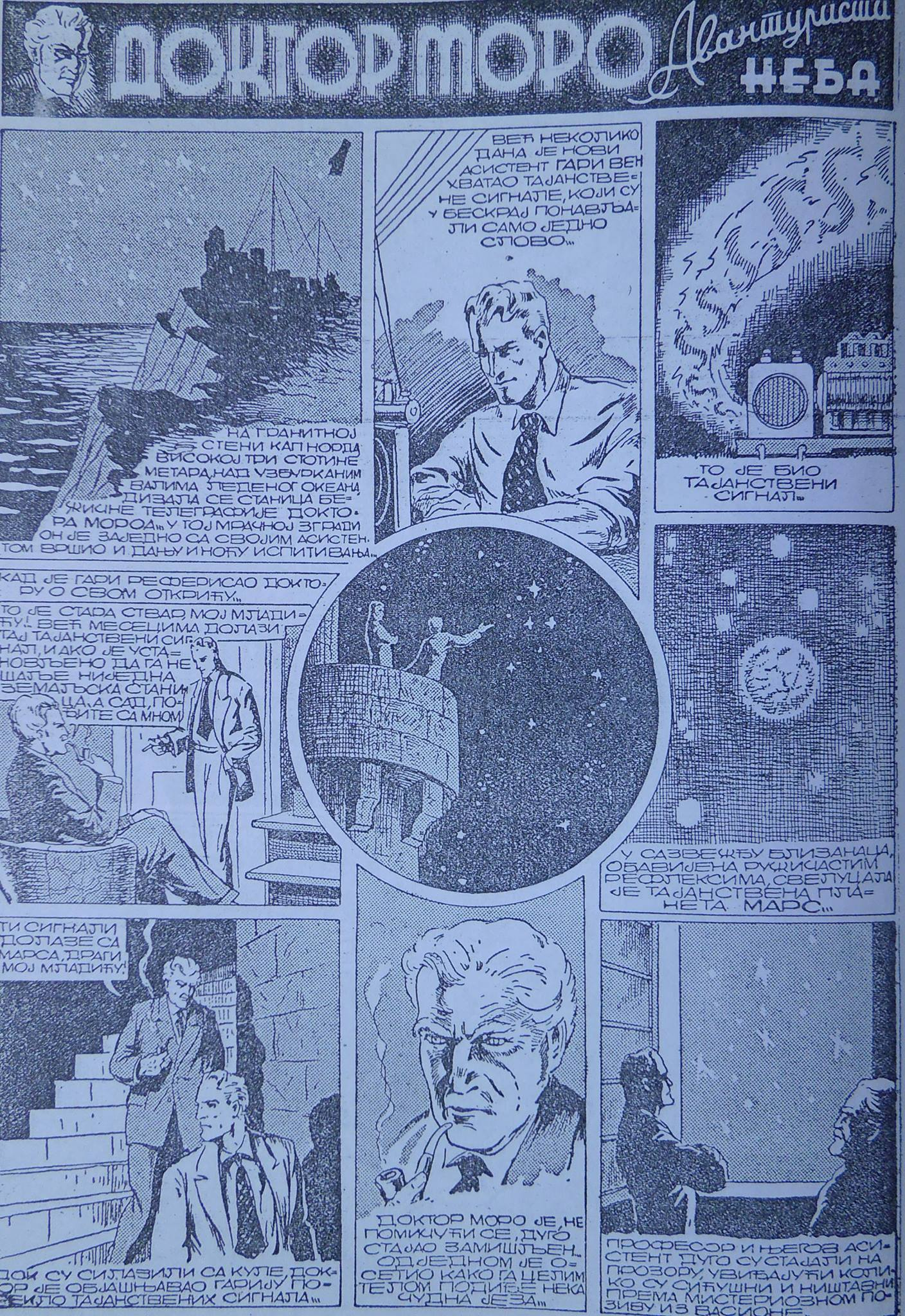